# Brasilien i olympiska sommarspelen 1956
Brasilien deltog med 44 deltagare vid de olympiska sommarspelen 1956 i Melbourne. De vann en guldmedalj och slutade på 24 plats i medaljligan.

## Medaljer

### Guld
- Adhemar Ferreira da Silva - Tresteg